# Winthemia obscurata
Winthemia obscurata är en tvåvingeart som beskrevs av Robineau-desvoidy 1863. Winthemia obscurata ingår i släktet Winthemia och familjen parasitflugor.
Artens utbredningsområde är Frankrike. Inga underarter finns listade i Catalogue of Life.